# Первые Плоды

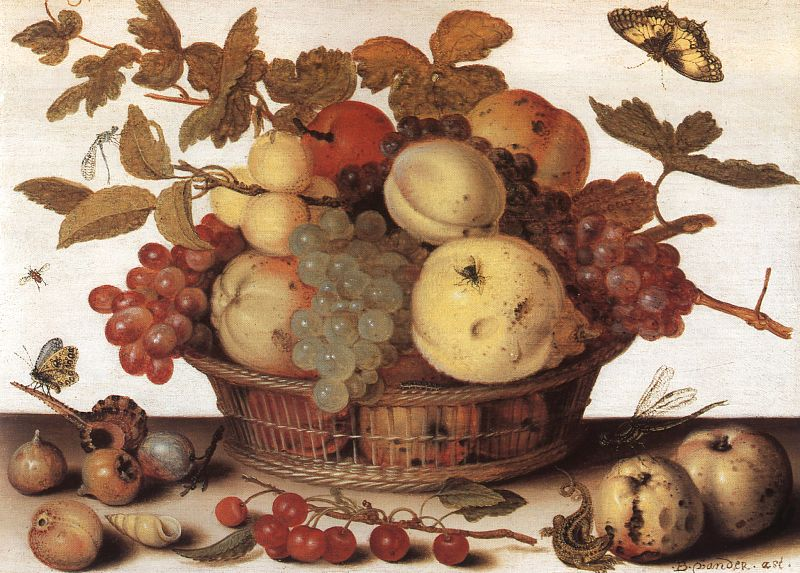
Корзина с фруктами (картина Бальтазара ван дер Аста).

Первые плоды — религиозное приношение первых сельскохозяйственных продуктов урожая. В классических греческих, римских и еврейских религиях первые плоды приносились священникам в качестве приношения божеству.
Начиная с 1966 года в США празднуется афроамериканский праздник Кванза, праздник «Первых плодов».

## Рим
Первые плоды полей приносились в жертву Приапу.

## Греция
В Афинах первые плоды назывались подношением апархе . За исключением военных времен, это был основной источник финансирования храмов элевсинских богинь Деметры и Персефоны. Значительная часть подношений продавалась храмом, а вырученные средства использовались для оплаты ежедневного содержания храмового комплекса. Во времена правления Перикла это стало способом расширения власти Афин. Граждане с правом голоса контролировали работу храма с помощью выборных советов. Во время войны или по другим причинам правящие граждане занимали деньги из храмовой казны. Обязанностью соседних городов под контролем Афин, было приносить в жертву часть своего урожая. Это способствовало обогащению Афин и расширению их власти.
В храмовых отчетах, высеченных на камне, отражён переход из рук в руки руководящего органа ( эпистатаи) храма  (например на камне финансов Элевсинских храмов). Доктор Морин Б. Кавано, которая перевела каменную надпись, утверждает, что финансирование, полученное от пожертвований храму в честь Первых Плодов оказало значительное влияние на афинскую власть. Об этом свидетельствует заем, упомянутый в каменной надписи, в размере более 20 000 серебряных драхм, предоставленный городу.
Надпись показывает, что афинские демы, союзники Афин и другие греческие города приготовили для Деметры и Коры первые плоды. Одну шестисотую часть урожая ячменя и 1/ 1200 часть урожая пшеницы надлежало принести в жертву богиням. Из доходов от продажи ячменя и пшеницы следовало совершать жертвоприношения, приносить обеты двум богиням, а оставшееся зерно следовало продавать. В надписи содержится требование, чтобы иеропии (надзиратели храмов) приняли зерно в течение пяти дней, в противном случае они будут подвергнуты значительному штрафу в размере 1000 драхм. Чтобы привлечь других греков, иеропии должны были записывать вес полученного зерна на доске и распределять его по другим городам, побуждая их вносить свой вклад. Афинский провидец V века Лампон предложил внести несколько изменений в проект указа: указ должен быть начертан на стелах как в Элефсисее, так и в Афинах, в следующем году должен быть дополнительный месяц, а Пеларгикон (священная земля вокруг западной оконечности Акрополя) должен быть приведен в порядок и защищен.
Приношение первых плодов представляет собой сочетание трёх религиозных факторов:
- необходимость почтить двух богинь
- повиновение Аполлону (в форме оракула)
- «родовой обычай».

Последние два фактора предполагают, что недавний оракул соответствовал более старой практике, которая либо вышла из употребления, либо трансформировалась в гораздо более масштабное мероприятие. Взамен на приношение обещались блага в виде обильных урожаев тем, кто не будет вредить афинянам. Таким образом, награда, хотя её могли гарантировать только боги, была обусловлена лояльностью Афинам. Точная дата указа не может быть установлена, однако сочетание особой религиозной политики и политического доминирования Афин, очевидное в нём, актуально на протяжении всего периода Афинской империи.  Аналогичным образом ожидалось, что союзники будут приносить ежегодную дань городским Дионисиям и жертвенные взносы на Панафинеи .

## В иудаизме
В древнем иудаизме приношения в виде первых плодов (бикурим) были разновидностью жертвоприношения. В каждый сельскохозяйственный сезон первые плоды приносились в Иерусалимский Храм и возлагались у алтаря, читалась специальная молитва.
Обязанность приносить первые плоды в Храм записана в Торе (Исх. 23:19 и Втор. 26:1—11). В последнем отрывке записана декларация (также известная как Признание), которая произносилась при поднесении первых плодов священнику (Втор. 26:3—10). Подробные законы этого приношения были записаны раввинами в трактате «Биккурим» Талмуда.

## В христианстве
В христианстве, в Ветхом Завете, «когда созревал урожай, священник выходил в поле и собирал сноп первых поспевших зерен, относил этот сноп в храм и потрясал им перед Господом». Дидахе (13:7) ранней Церкви предписывало давать первые плоды «денег, одежды и всего вашего имущества». Обычай благословлять первые плоды в церкви отмечался в западном христианстве в праздник Ламмас(День хлебной мессы). В восточном православии традиция принесения «первых плодов» сохраняется во время праздника Преображения Господня (отмечается 6 августа).
Приношения первых плодов — это средства или ресурсы, предоставляемые сверх суммы десятины.
В Первом послании к Коринфянам в Новом Завете воскресение Иисуса упоминается как тип Первого Плода: «Но Христос воскрес из мертвых, первенец из умерших» (1Кор. 15:20). В канонических Евангелиях урожай Первых Плодов используется метафорически и аллегорически. В Евангелии от Матфея описывается, как Иисус заявил, что «во время жатвы» он поручит жнецам (то есть ангелам) собрать «плевелы», связать их в связки и сжечь, а «пшеницу собрать в житницу [свою]» (Матф. 13:30). Некоторые утверждают, что это учение касается Страшного суда, хотя это также соответствует восхищению, отмеченному в Евангелии от Матф. 24:31 и Откр. 14:4.
Другие христиане, а также ранние гностики трактовали Евангелие от Иоанна, в котором: «Жнущий получает награду и собирает плод в жизнь вечную, так что и сеющий и жнущий вместе радоваться будут» (Нав. 4:36 , как награды от Бога тем, кто выполняет Божью работу. 

### В восточном христианстве
В Восточной Православной Церкви приношение первых плодов принимает форму благодарения и благословения, то есть потребляется верующими, а не отдается Церкви (хотя его можно пожертвовать в качестве добровольного приношения).
Освящение первых плодов традиционно начинается в Великий праздник Преображения Господня (6 августа) с освящения винограда. В местностях, где виноград не выращивается, освящаются другие фрукты (например, яблоки). Текст благословения священника: «да благословит их Господь, да будут они нам в радость, и да примет Он дар этих плодов во очищение грехов наших».
По мере приближения сезона сбора урожая первые плоды каждого вида можно принести в церковь для благословения. Молитва при этом: «да примет Господь наш дар в Свою вечную сокровищницу и дарует нам изобилие земных благ».

### В западном христианстве
В Средние века христианская церковь приняла концепцию приношения первых плодов. Это называлось десятиной и по сути представляло собой налог на содержание местного духовенства и церковных учреждений. В Англии каждое десятое яйцо, сноп пшеницы, ягненок, курица и все другие животные отдавались церкви в качестве десятины. Сельскохозяйственная продукция жертвовалась в течение всего года.
Во Франции десятина, называемая la dime, представляла собой земельный и сельскохозяйственный налог. Приношение первых плодов также называлось «приношение новых плодов». Во французских церквях на мессу приносили новые фрукты для благословения. Освященные плоды хранились в церкви и делились между духовенством и бедными. Такие обычаи можно было встретить во всех европейских странах.
Под первыми плодами также подразумеваются выплаты, которые новые священнослужители делали епископу или Папе со всей прибыли с территории, подконтрольной новому священнослужителю (называли и «аннатами», и «первыми плодами»).
Разновидность Первых Плодов (на латыни primitiae) — это «Primice», как её называют в некоторых языках— Первая Месса недавно рукоположённого священника; её обычно празднуют с особой пышностью и даже, несмотря на буквальное значение «Первой Мессы», повторяют ограниченное количество раз. Первые плоды благословляющей силы такого священника также пользуются особым уважением.

### В движении Святых последних дней
В Книге Мормона, каноне Священного Писания, используемом движением Святых последних дней, есть отрывок: «Святой Мессия, который отдает свою жизнь по плоти и принимает её снова силой Духа, чтобы осуществить воскресение мертвых, будучи первым, кто должен воскреснуть. А потому он — первенец Богу».

## Дальнейшее чтение
- CATHOLIC ENCYCLOPEDIA: First-Fruits. Catholic Encyclopedia (on-line ed.). 1909.
- http://www.christiananswers.net/dictionary/harvest.html
- Woolger, Jennifer Barker. The Goddess Within: A Guide to the Eternal Myths That Shape Women's Lives / Jennifer Barker Woolger, Roger J. Woolger. — New York : Fawcett Columbine, 1998. — ISBN 0-449-90287-0.
- Pollard, John F. Money and the Rise of the Modern Papacy: Financing the Vatican, 1850-1950. — Cambridge : Cambridge University Press, 2005. — ISBN 0-521-81204-6.